# Eriocaulon echinulatum
Eriocaulon echinulatum är en gräsväxtart som beskrevs av Carl Friedrich Philipp von Martius. Eriocaulon echinulatum ingår i släktet Eriocaulon och familjen Eriocaulaceae. Inga underarter finns listade i Catalogue of Life.